# Pyramides nubiennes
Les pyramides nubiennes sont un ensemble de 255 pyramides au total qui ont été construites en Nubie, servant de tombeaux aux rois et reines de Napata et de Méroé. Elles sont construites en grès.
La zone du Nil que l'on appelle la Nubie et qui appartient aujourd'hui en partie au Soudan, était durant l'Antiquité le siège de trois royaumes koushites. Le premier prit sa capitale à Kerma (2400 à 1500 av. J.-C.), le second à Napata (1000 à 300 av. J.-C.), le troisième à Méroé (aux environs du IVe siècle av. J.-C.).
Chacun de ces royaumes était fortement lié par la culture, l'économie, la politique et le système militaire à l'Égypte antique. Les deux pays menaient une compétition rude. Les rois nubiens eurent le dessus pendant près d'un siècle notamment durant la XXVe dynastie pharaonique qui a la particularité d'être uniquement nubienne, originaire du royaume de Napata. Ces rois étaient de grands adorateurs du dieu Amon de Napata. La fin de la domination de l'Égypte par la Nubie est due à l'invasion assyrienne de 656 av. J.-C.

## Localisation

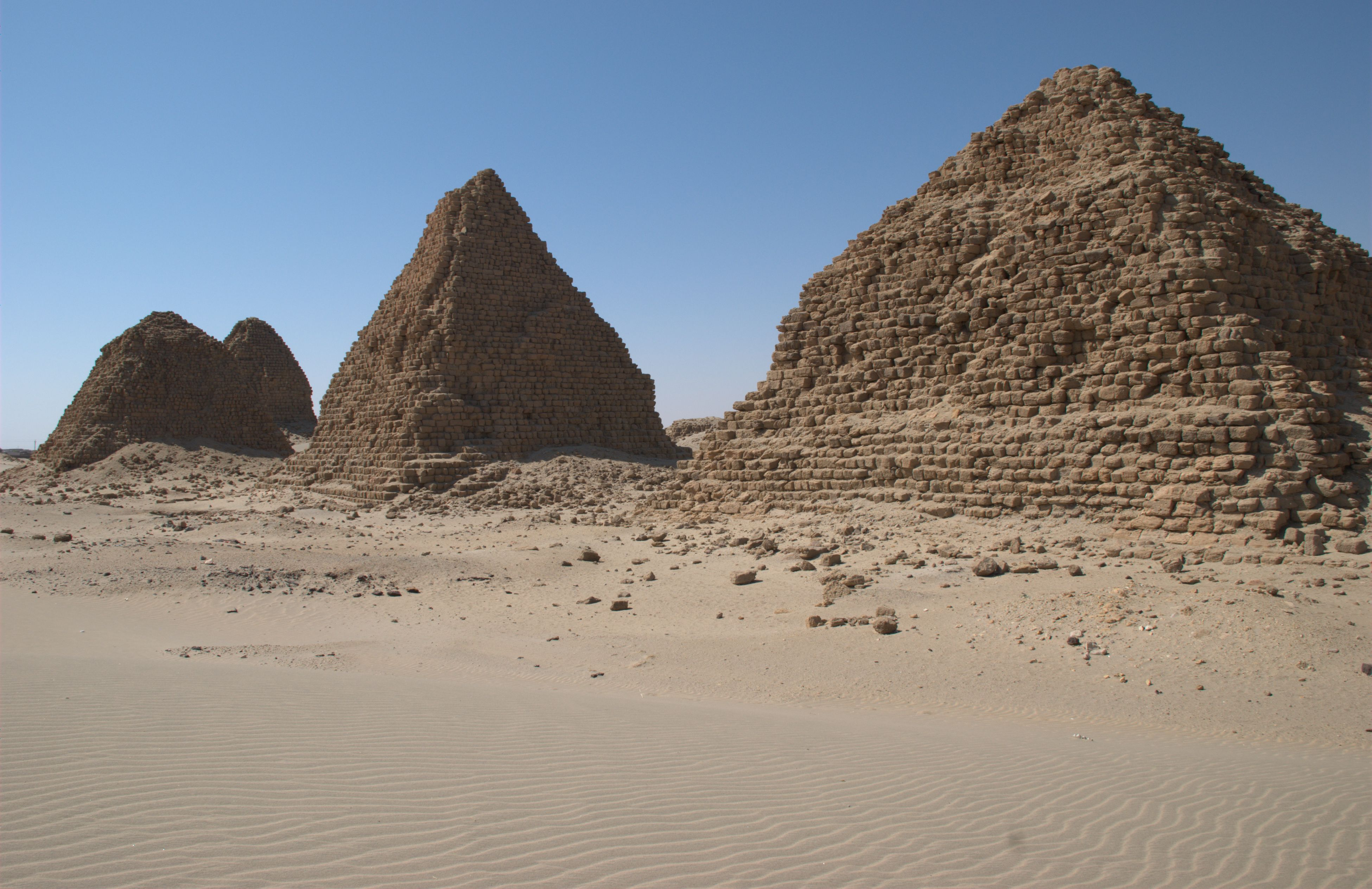
Pyramides de Nouri

Les premières pyramides ont été bâties sur le site d'El-Kourrou, dont font partie les tombes du roi Kachta, de son fils Piye (Piânkhy), ses petits-fils Chabaka, Chabataka et Tanoutamon, ainsi que les pyramides de quatorze reines nubiennes.
Puis les pyramides furent construites à Nouri, à l'ouest du Nil, en Haute-Nubie. Cette nécropole rassemble les chambres mortuaires de vingt-et-un rois et de cinquante-deux reines, princesses et princes. La plus ancienne pyramide de Nouri, qui est également la plus grande, est celle du pharaon Taharqa de la XXVe dynastie, également roi de Napata.
Le site le plus important est celui de Méroé, situé entre la Ve et la VIe cataracte du Nil, cent kilomètres au nord de Khartoum, redécouvert par Frédéric Cailliaud en 1816. Durant la période méroïtique, plus de quarante rois et reines y furent enterrés.

## Architecture

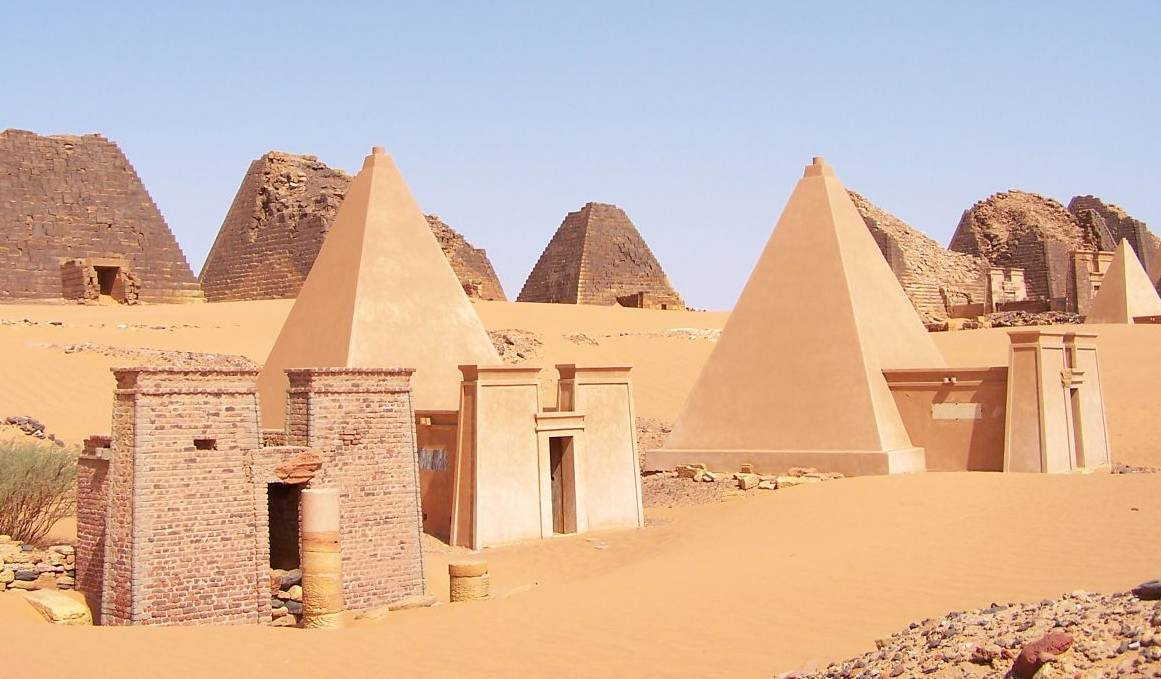
Pyramides de Méroé au SoudanPatrimoine mondial de l'UNESCO.

Les proportions des pyramides nubiennes diffèrent de façon très marquée de celles de leurs cousines égyptiennes : les pyramides nubiennes sont bien plus pointues, formant un angle d'environ 70°, alors que les pyramides égyptiennes, de hauteur identique, étaient inclinées de 40° à 50°. Les pyramides nubiennes sont également moins larges et de hauteur plus modeste (inférieure à trente mètres) que leurs cousines. Elles sont flanquées d'une chapelle à l'est, où l'on trouve une stèle et une table d'offrandes où sont gravées des offrandes alimentaires sur lesquelles on versait une libation d'eau, de vin ou de lait. Le liquide s'écoulait vers le sol de la tombe pour rejoindre le défunt et le régénérer.
Néanmoins, les pyramides de Nubie ne sauraient se résumer à une plate imitation des monuments égyptiens. Les pyramides sont en général coiffées d'un pyramidion de forme pointue. Mais les pyramidions koushites sont différents. Les pyramides se terminent par un bloc monolithique tronqué avec des trous, qui laisse deviner un système permettant peut-être le fichage d'un disque solaire en bronze.

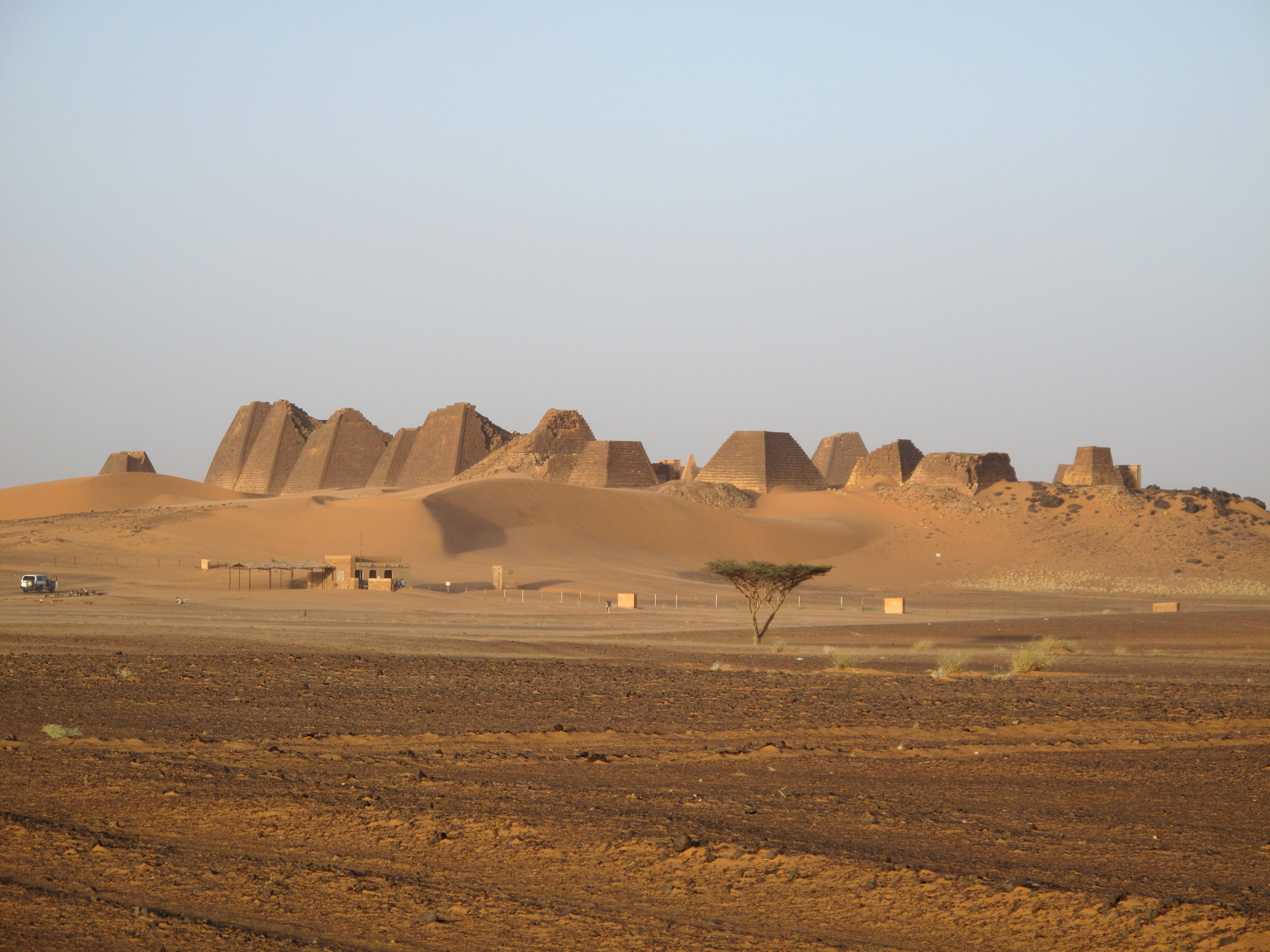
Pyramides de Méroé au Soudan

Ces pyramides évoluent dans le temps tout en gardant leur allure caractéristique. À El-Kourrou et à Nouri, elles sont encore construites avec un appareil de pierre. Mais à Méroé, où les souverains koushites transfèrent leur capitale (VIe siècle av. J.-C.) puis leur nécropole (IIIe siècle av. J.-C.), la technique va changer. Les pyramides ne sont plus construites avec des blocs de pierre mais sont en remblai. On utilise un parement en pierre qui, dans les derniers siècles, sera en briques cuites. C'est un mode de construction qui offre l'avantage de la rapidité et d'une économie de matériaux nobles, mais au prix d'une moins bonne qualité. Des mâts en cèdre du Liban étaient fichés au centre de la pyramide, puis l'on utilisait un système de balancier pour lever les blocs. Dans ces pyramides, seul le parement externe est composé de pierres taillées. À l'intérieur se trouve un simple remblai de gravats sableux. En conséquence, les monuments sont plus fragiles. Au fil des siècles, ils s'éventrent. Par ailleurs, on observe une sorte d'élargissement du « droit » à la pyramide. Ce mode de sépulture est adopté en dehors de la famille royale. Cela se voit très bien à Méroé, qui s'organise en plusieurs zones géographiques (au nord, au sud, à l'ouest). La nécropole du nord est exclusivement royale et princière, celle du sud contient quelques souverains et des enterrements divers, et dans celle de l'ouest ne repose aucun souverain.
Toutes les tombes de Nubie ont été pillées il y a longtemps, mais les gravures sur les murs des tombes révèlent que leurs occupants étaient momifiés, couverts d'or et de bijoux et placés dans des sarcophages de bois. Lors des premières explorations, aux XIXe et XXe siècles, les archéologues ont retrouvé des arcs, des flèches, des anneaux, des harnais de cheval, des meubles et boîtes en bois, des poteries, de la vaisselle décorée et d'autres objets attestant d'un commerce entre la Nubie et l'Égypte et entre l'Égypte et la Grèce durant l'époque méroïtique.

## Comment interpréter l'adoption des pyramides en Nubie?
Le point le plus décisif est de relever que les pharaons égyptiens ne se font plus enterrer dans des pyramides depuis longtemps au moment où les souverains de Koush adoptent ce mode de sépulture. Ce n'est donc pas l'Égypte contemporaine, au prestige terni par les dominations étrangères, qu'ils entendent imiter. C'est l'Égypte des Sésostris III, Thoutmôsis III, Amenhotep III ou Ramsès II, souverains dont les monuments jalonnaient la Nubie, dont ils se veulent les héritiers.
Ces pyramides nubiennes signifieraient donc le désir, de la part de ces souverains koushites, d'être plus pharaons que les pharaons. Taharqa, souverain de la XXVe dynastie, sur le relief d'un temple conservé au musée de Khartoum, proclame « qu'il a bâti son monument à son père, Khakaouré ». Sésostris III, dont c'est le nom de couronnement, a pourtant mené des expéditions contre la Nubie au temps du royaume de Kerma dix-sept siècles auparavant.